# Maria de Barros
Maria de Barros (nascida em Dakar, no Senegal) é uma cantora de origem caboverdiana, terra de seus pais.
Considera Cesária Évora a sua musa inspiradora. A sua musicalidade tem portanto, naturalmente, influências da morna, mas Maria de Barros canta também salsa, entre outros géneros. É também uma fã assumida de Stevie Wonder, Whitney Houston, Willy Chirino, e de Sting.
Fala fluentemente e já gravou em diversas línguas, para lá da sua língua nativa, o português, também em francês, espanhol, alemão e inglês e fez uma turné europeia em 2008.